# Refuge du Fond d'Aussois
Le refuge du Fond d'Aussois est un refuge situé en France dans le département de la Savoie en région Auvergne-Rhône-Alpes, au cœur du parc national de la Vanoise.

## Caractéristiques et informations
Ce refuge bénéficie d'un gardiennage durant une partie de l'année. Sa capacité d'accueil est de 52 places, cependant lorsqu'il n'est pas gardé le nombre de places est réduit à 20. Le refuge dispose d'une salle hors-sac pourvue de divers équipements.

## Accès
Pour accéder au refuge du Fond d'Aussois, il faut se rendre au parking du Plan d'Amont, puis marcher environ 1 h 30 en direction du nord vers la roche Chevrière. En hiver, il est possible d'emprunter les remontées mécaniques de la station d'Aussois.

## Ascensions
- Pointe de l'Observatoire
- Pointe de l'Échelle
- Dôme de l'Arpont
- Pointe de Labby
- Aiguille Doran

## Traversées
Le refuge permet la traversée de la Vanoise entre Aussois et Pralognan, en passant par le col d'Aussois et le refuge du Roc de la Pêche.

## Alentours
Le refuge est situé entre la pointe de l'Échelle, à l'ouest, et la dent Parrachée, à l'est, et est dominé par la tête d'Aussois et la roche Chevrière au nord. La vue au sud donne sur les dents d'Ambin et l'aiguille de Scolette, sur le versant méridional de la Maurienne. Plus bas dans le vallon se trouvent deux petits lacs de barrage, le plan d'Amont et le plan d'Aval. Le vallon est peuplé de tarines et de chèvres, ainsi que de faune sauvage (chamois, marmottes, loups...).